# Trifolium setiferum
Trifolium setiferum är en ärtväxtart som beskrevs av Pierre Edmond Boissier. Trifolium setiferum ingår i släktet klövrar, och familjen ärtväxter. Inga underarter finns listade i Catalogue of Life.